# Black Dog (Dakota del Sur)
Black Dog es un territorio no organizado ubicado en el condado de Lyman en el estado estadounidense de Dakota del Sur. En el Censo de 2010 tenía una población de 26 habitantes y una densidad poblacional de 0,13 personas por km².

## Geografía
Black Dog se encuentra ubicado en las coordenadas 43°35′36″N 99°33′58″O / 43.59333, -99.56611. Según la Oficina del Censo de los Estados Unidos, Black Dog tiene una superficie total de 194.77 km², de la cual 194.74 km² corresponden a tierra firme y (0.01%) 0.03 km² es agua.

## Demografía
Según el censo de 2010, había 26 personas residiendo en Black Dog. La densidad de población era de 0,13 hab./km². De los 26 habitantes, Black Dog estaba compuesto por el 96.15% blancos, el 0% eran afroamericanos, el 3.85% eran amerindios, el 0% eran asiáticos, el 0% eran isleños del Pacífico, el 0% eran de otras razas y el 0% pertenecían a dos o más razas. Del total de la población el 0% eran hispanos o latinos de cualquier raza.